# Columbia Sportswear
Columbia Sportswear Company es una empresa de Estados Unidos que fabrica y distribuye ropa deportiva. Fundada en 1938 por el fallecido Paul Lamfrom, padre de la actual presidenta de la compañía, Gert Boyle. La compañía tiene sus oficinas centrales en Washington County, Oregón. Columbia Sportswear produce también calzado, sombreros, equipos de campamento, ropa de ski, y accesorios para el exterior.

## Historia

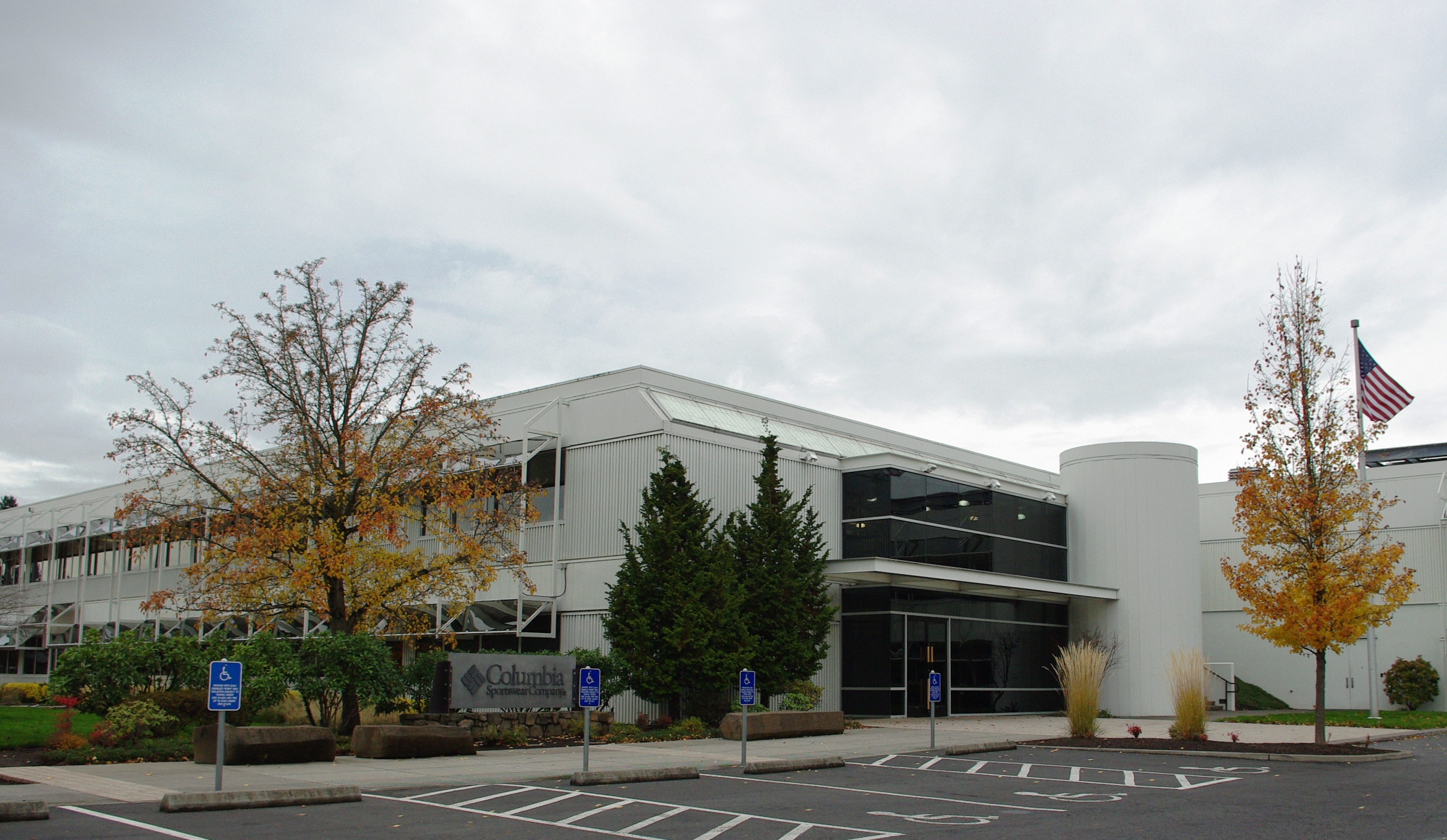
Sede de la compañía en Washington County, Oregón

Columbia Sportware comenzó como una pequeña empresa familiar que distribuía sombreros. Los padres de la actual presidenta Gert Boyle, el señor y la señora Lamfrom, escaparon de la Alemania Nazi en 1937 y adquirieron la compañía Portland Hat Distributionship. Cambiaron el nombre a Columbia Hat Company, nombre otorgado por su cercanía al Río Columbia. 
En 1948, Gert se casó con Neal Boyle, quien se convirtió en el presidente de la compañía. Complicaciones con los proveedores hizo que la empresa comenzara a crear sus propios productos. En 1960, Columbia Hat Company se convirtió en Columbia Sportswear.
En 1970, Neal Boyle murió de un infarto, y su esposa e hijo tomaron las riendas de la compañía.
En 1998, Columbia empezó a cotizarse en la bolsa de valores. En el 2000, adquirieron la empresa Sorel Corporation y en el 2003 adquirieron Mountain Hardwear

## Expansión

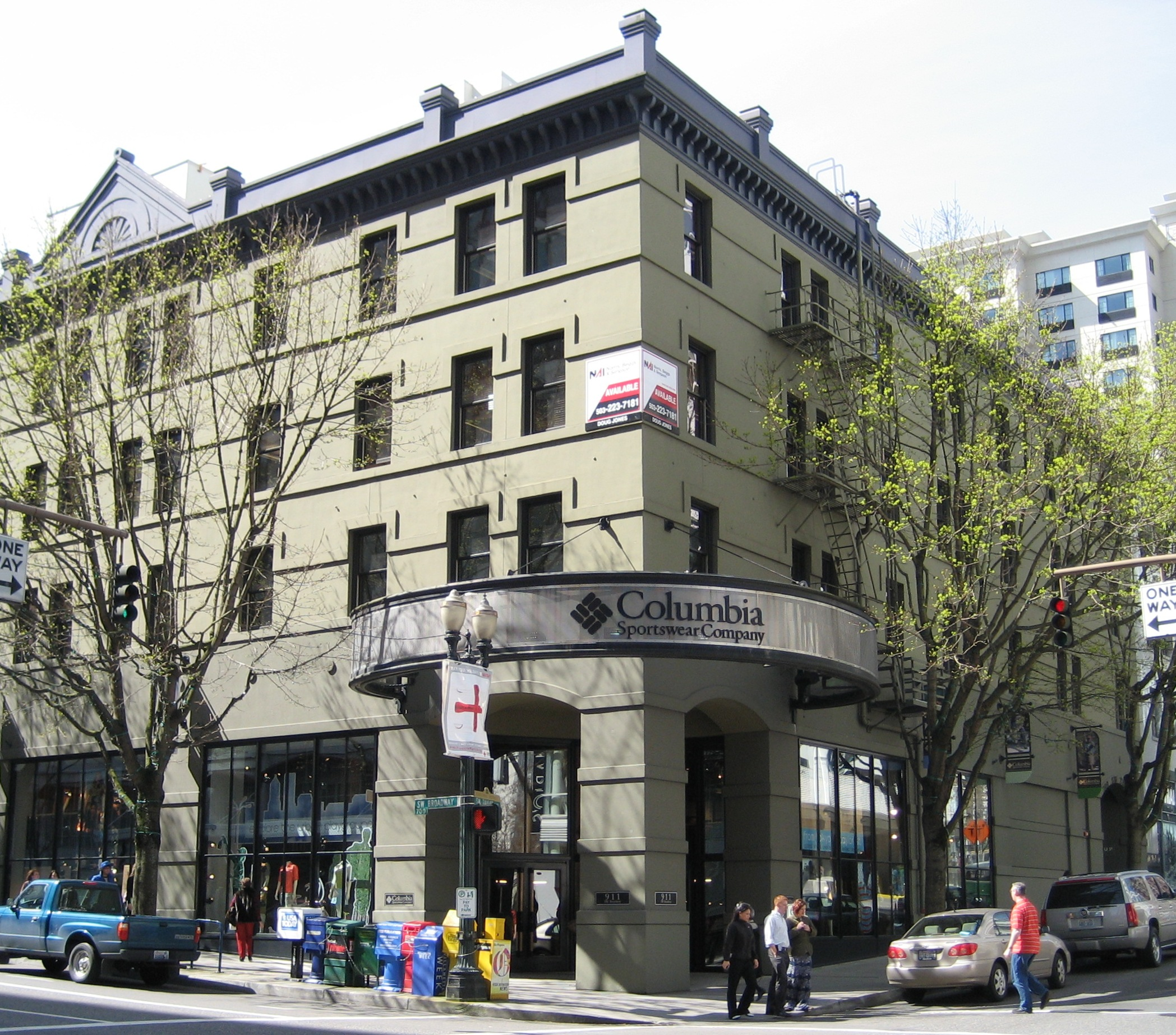
Vista de una tienda Columbia en Portland, Estados Unidos

Hoy, los productos Columbia están disponibles en más de 100 países. Columbia es propietaria y opera en las oficinas de ventas de América del Norte, Latinoamérica, Europa y Asia. Además, posee en su totalidad filiales en Canadá, Japón y Corea. Columbia sigue teniendo su sede en Portland, Oregón, y la compañía emplea aproximadamente 3.200 personas en todo el mundo.

## Información financiera
A partir del 25 de abril de 2008, su capitalización bursátil es de aproximadamente 1.499 millones $, en el 2007 con ventas netas de 1.35 mil millones $. Además cotiza en NASDAQ, con el símbolo COLM.